# Montecarlo de Irapuato
Club Montecarlo de Irapuato war ein mexikanischer Fußballverein aus Irapuato im Bundesstaat Guanajuato. 

## Zweitligist in den 1950er Jahren
Der Verein war in den Spielzeiten 1955/56 und 1956/57 für 2 Spielzeiten in der zweitklassigen Segunda División vertreten. Die Mannschaft belegte bei beiden Wettbewerben mit einer positiven Bilanz (13 Siege, 1 Remis und 10 Niederlagen in der Saison 1955/56 sowie 11 Siege, 4 Remis und 9 Niederlagen in der Saison 1956/57) jeweils den siebten Rang von insgesamt 13 Teilnehmern.

## Name und Farben
Der Verein war nach einer Marke der Zigarrenfabrik El Águila benannt, die der Hauptsponsor des Vereins war. Die Vereinsfarben Rot und Grün waren von der Erdbeere inspiriert, von deren Aufzucht und Vertrieb die Stadt eine ihrer wichtigsten Einnahmequellen bezieht.

## Das baldige Ende des Vereins
Als die Zigarrenfabrik ihre Unterstützung für die Mannschaft einstellte, wurde das Franchise von der Stadt Irapuato übernommen und die Mannschaft in Club Municipal de Irapuato umbenannt (das spanische Wort Municipal steht für Gemeinde). Fortan spielte sie jedoch mit weit weniger Erfolg in der Segunda División und belegte in der Saison 1957/58 den letzten Platz (von 12 Mannschaften) und ein Jahr später den 15. Platz von insgesamt 17 Teilnehmern. Als die Stadt das Interesse an der weiteren Teilnahme einer eigenen Mannschaft in der zweiten Liga verloren hatte, wurde das Franchise auf den ebenfalls in Irapuato beheimateten Sportverein Deportivo Irapuatense übertragen.